# NGC 7155
NGC 7155 (również IC 5143 lub PGC 67663) – galaktyka soczewkowata (SB0), znajdująca się w gwiazdozbiorze Indianina. Odkrył ją John Herschel 30 września 1834 roku.